# Singapur-Konferenz
Die Singapur-Konferenz fand vom 22. bis zum 31. Oktober 1940 in der damaligen britischen Kolonie Malaysia statt. Das Hauptziel der Verteidigungskonferenz war die Darlegung der britischen Position in Südostasien gegenüber den australischen und neuseeländischen Regierungen. Die Niederländer, die mit Niederländisch-Ostindien die flächenmäßig größten Kolonialbesitzungen in Südostasien hatten, nahmen an der Konferenz nicht teil, da sie damit ihren Neutralitätsstatus verletzt hätten.
Die Singapur-Konferenz war eine der geheimen Nachfolgekonferenzen der Pazifik-Verteidigungskonferenz, die 1939 in Wellington, Neuseeland, stattgefunden hatte.

## Anlass
Der schon seit 1937 anhaltende Zweite Japanisch-Chinesische Krieg und der Kriegsbeginn in Europa machten eine Ausbreitung der japanischen territorialen Bestrebungen nach Süden immer wahrscheinlicher. Nicht zuletzt, weil die dort vorhandenen Rohstoffreserven ein lohnendes Ziel darstellten und laut der am 1. August von Japan deklarierten Großostasiatischen Wohlstandssphäre die Kolonialmächte in diesem Raum verdrängt werden sollten.

## Ziele
Gerade die Briten fühlten sich in ihren Kolonien auf der malaiischen Halbinsel und Borneo von einer möglichen japanischen Invasion bedroht. Da ihre militärische Präsenz in den Kolonien bedingt durch den Kriegsausbruch in Europa stark eingeschränkt worden war und auch kaum Nachschublieferungen zu erwarten waren, beschlossen sie ihre direkten Alliierten Australien und Neuseeland über ihre Verteidigungssituation zu informieren. Im Besonderen sollten die beiden Regierungen als Mitglieder des von Großbritannien geführten British Commonwealth of Nations angewiesen werden, Truppen in die britischen Kolonien zu entsenden und selbst eine adäquate Verteidigung aufzubauen.
Des Weiteren wurden weitreichende Verteidigungsstrategien bei angenommenen japanischen Vorstoßszenarien besprochen. Diese bezogen sich im Besonderen auf die britischen Kolonien in Südostasien und schlossen auch eine Bedrohung Indiens mit ein, das ebenfalls zu dieser Zeit unter britischer Herrschaft stand.

## Ergebnis
Als Hauptergebnis erging der Beschluss der Konferenzteilnehmer mit allen Kräften die Präsenz des britischen Commonwealth in Südostasien gegen Japan zu verteidigen.
Die Verteidigungsschwäche der Briten, vor allem in Singapur, alarmierte die australische Regierung, die beschloss Premierminister Sir Robert Gordon Menzies nach London zu schicken, um dort mit Churchill und seinen Stabschefs zu sprechen.
In einem Anhang wurden Verhandlungspunkte vereinbart, die sofort mit den Niederländern und den USA diskutiert werden sollten, sobald dies politisch möglich wäre.
Die Australier entsandten in der Folge Truppen auf die malaiische Halbinsel, nach Neubritannien und nach Timor und beorderten die meisten ihrer Kriegsschiffe, vor allem die Kreuzer, zurück in die zu verteidigenden Gewässer. Zerstörer sollten als Truppentransporter vorbereitet werden. Die Neuseeländer verfuhren mit ihren Schiffen ebenso.